# 27827 Ukai
27827 Ukai è un asteroide della fascia principale. Scoperto nel 1993, presenta un'orbita caratterizzata da un semiasse maggiore pari a 2,7520206 UA e da un'eccentricità di 0,1099800, inclinata di 6,98102° rispetto all'eclittica.